# Medasina vinacea
Medasina vinacea là một loài bướm đêm trong họ Geometridae.